# Brnobići (gmina Kaštelir-Labinci)
Brnobići – wieś w Chorwacji, w żupanii istryjskiej, w gminie Kaštelir-Labinci. W 2011 roku liczyła 152 mieszkańców.